# Rick Boyer
Richard Lewis Boyer (Evanston, 13 ottobre 1943) è uno scrittore statunitense specializzato in narrativa gialla.

## Biografia
Nata nel 1943 ad Evanston, Illinois, ha studiato alla Denison University e ha ottenuto un Master of Fine Arts in scrittura creativa all'Università dell'Iowa dove insegnava lo scrittore Kurt Vonnegut.
Dopo avere insegnato in diversi licei, ha lavorato per la casa editrice Little, Brown and Company prima di ottenere la cattedra d'inglese alla Western Carolina University.
Ha esordito nella narrativa nel 1976 con The Giant Rat of Sumatra, un pastiche che riprende le avventure di Sherlock Holmes, ma ha ottenuto notorietà con la serie noir avente per protagonista il dentista chirurgo Charlie "Doc" Adams.
Con il romanzo Billingsgate Shoal ha ottenuto nel 1983 il Premio Edgar per il miglior romanzo.

## Opere (parziale)

### Serie Doc Adams
- Billingsgate Shoal (1982)
- Il segreto sepolto (The Penny Ferry, 1984), Milano, Il Giallo Mondadori N. 2080, 1988
- The Daisy Ducks (1986)
- Moscow Metal (1987)
- The Whale's Footprints (1988)
- Gone to Earth (1990)
- Yellow Bird (1991)
- Pirate Trade (1994)
- The Man Who Whispered (1998)

### Altri romanzi
- The Giant Rat of Sumatra: The Further Adventures of Sherlock Holmes (1976)
- The Runt (1997)
- Mzungu Mjinga: Swahili for Crazy White Man (2004)
- Buck Gentry (2005)

### Racconti
- A Sherlockian Quartet (1999)

### Saggi
- Places Rated Almanac: Your Guide to Finding the Best Places to Live in America (1981)
- Places Rated Retirement Guide: Finding the Best Places in America for Retirement Living (1983)
- Yes, They're All Ours: Six of One, Half a Dozen of the Other (1994)
- Fun Projects for Hands on Character Building (1996)
- Home Educating With Confidence (1996)
- What About Socialization: Answering the Questions About Homeschooling And Social Interaction (2001)
- Take Back the Land: Inspiring a New Generation to Lead America (2011)

## Premi e riconoscimenti
- Premio Edgar per il miglior romanzo: 1983 per Billingsgate Shoal